# 幻紫斑蝶
幻紫斑蝶，又名鵝鑾鼻斑蝶、柯氏紫斑蝶。分布於南亞至澳洲。它屬於斑蝶亞科（族群為斑蝶族）中的紫斑蝶與虎斑蝶群體。
E. core 為一種中等體型、翅膀邊緣具有一排白點的光澤黑色蝴蝶，體長約為 85—95 mm（3.3—3.7英寸）。E. core 飛行速度緩慢而穩定。由於其不適口性，常見於空中以最小的力量滑翔飛行。其幼蟲期會從食草中積蓄毒素，並從幼蟲傳遞至蛹，再至成蝶。覓食時，牠是一種非常大膽的蝴蝶，在每一叢花朵上停留時間較長。牠也常見於吸水行為中與同種蝴蝶或混合群體一同出現。該物種的雄蝶會拜訪如 豬屎豆屬 和 天芥菜屬 等植物以補充費洛蒙，這些費洛蒙在求偶時用於吸引雌蝶。

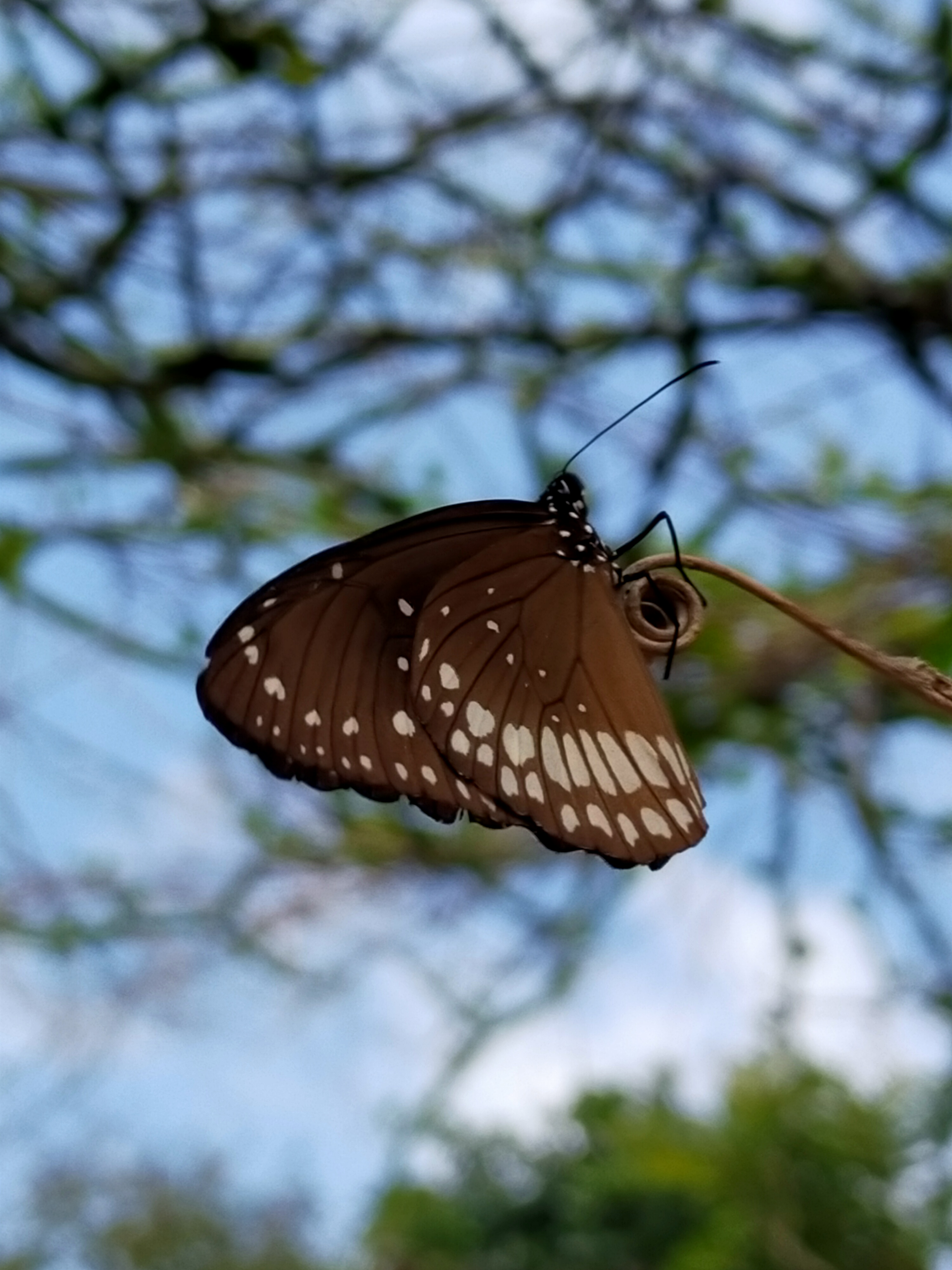
Euploea core 於 thachangad

幻紫斑蝶是其屬（紫斑蝶屬）中最常見的代表。與虎斑蝶（屬於 斑蝶屬）一樣，紫斑蝶為不可食物種，因此成為其他印度蝴蝶模仿的對象（參見貝氏擬態）。此外，紫斑蝶屬 在印度的物種也展現另一種擬態形式，即穆氏擬態。因此，這一物種在印度受到比其他同屬成員更詳細的研究。

## 描述

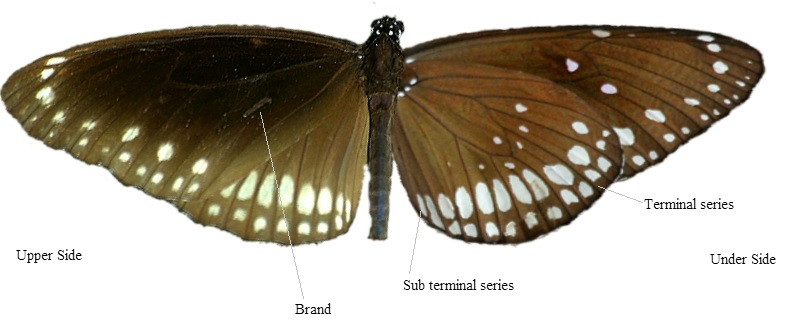
腹面與背面對照

幻紫斑蝶具有光澤的黑色翅膀與帶有白色斑紋的褐色翅腹。翼展約為 8–9 公分，體部具有明顯的白色斑點。雄蝶在前翅背面近後緣處有一塊天鵝絨般的黑色斑塊。在腹面相同位置也有一道白色條紋。此白紋雌雄皆有。在自然休息姿勢下，這條紋會被後翅遮蔽，僅於捕捉並仔細觀察時可見。

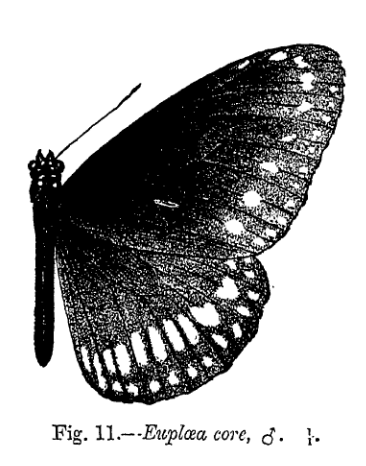
背面

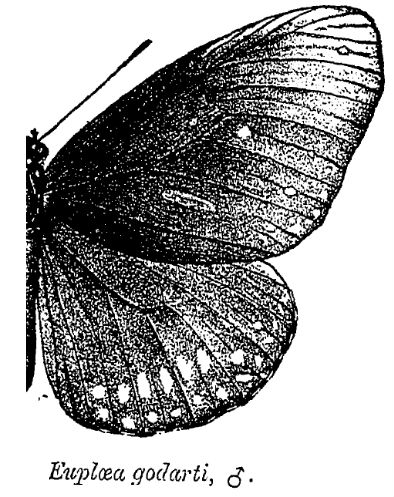
E. godarti

節錄自《英屬印度動物誌：蝴蝶》Fauna of British India: Butterflies，第一卷：
背面暗褐色，邊緣區域顯著較淡；前翅與後翅具次端與端部系列白色斑點；前翅的前者多為橢圓形，於翅尖對面內彎排列，後者系列常不完整，未延伸至翅尖，斑點較小；常見一小型前緣斑，極少見有翅室尖端斑與一或數個中央斑；後翅內部斑列為長橢圓形，外部斑列為錐形。
腹面類似，但底色較一致；翅室、前緣與中央斑於前翅與後翅上幾乎一般存在。
godarti 亞種（=E. godarti）（分布於東北印度與緬甸）前翅亞三角形，臀角較 E. core 圓。後翅呈廣卵形。背面為暗褐色，邊緣明顯變淡，特別是前翅。前翅有一列多不完整或模糊的次端與端部小白點，翅尖處散布紫白色鱗片，分布程度變化大，從幾乎不可見的少量紫白鱗至整個翅尖皆為顯眼大斑塊。後翅次端斑呈橢圓或內錐形，端部斑呈圓形。
腹面較淡褐色，白點更大且邊緣明確。前翅翅尖無紫白色，翅室尖端有一斑（有時缺失），並有兩或三個中央斑點。後翅翅室尖端有一斑（有時缺失），後有五個小中央斑點。觸角、頭、胸與腹皆為深褐色，除觸角外，均稀疏帶有白點。——查爾斯·湯瑪斯·賓漢，The Fauna of British India, Including Ceylon and Burma 蝴蝶卷一

## 亞種
Euploea core 的亞種如下：
- E. c. amymone (Godart, 1819)
- E. c. andamanensis Atkinson, 1874 – 安達曼紫斑蝶
- E. c. asela Moore, 1877 –（斯里蘭卡）斑點極小，端部斑點至翅尖處消失。
- E. c. bauermanni Röber, 1885
- E. c. charox Kirsch, 1877
- E. c. core (Cramer, 1780) –（北印度）斑點大致等大或略小。
- E. c. distanti Moore, 1882
- E. c. godarti Lucas, 1853
- E. c. graminifera (Moore, 1883)
- E. c. haworthi Lucas, 1853
- E. c. kalaona Fruhstorfer, 1898
- E. c. prunosa Moore, 1883
- E. c. renellensis Carpenter, 1953
- E. c. scherzeri Felder, 1862 – 尼科巴紫斑蝶
- E. c. vermiculata Butler, 1866 –（印度）前翅背面斑點往翅尖方向逐漸變大。

## 分布範圍、棲地與習性

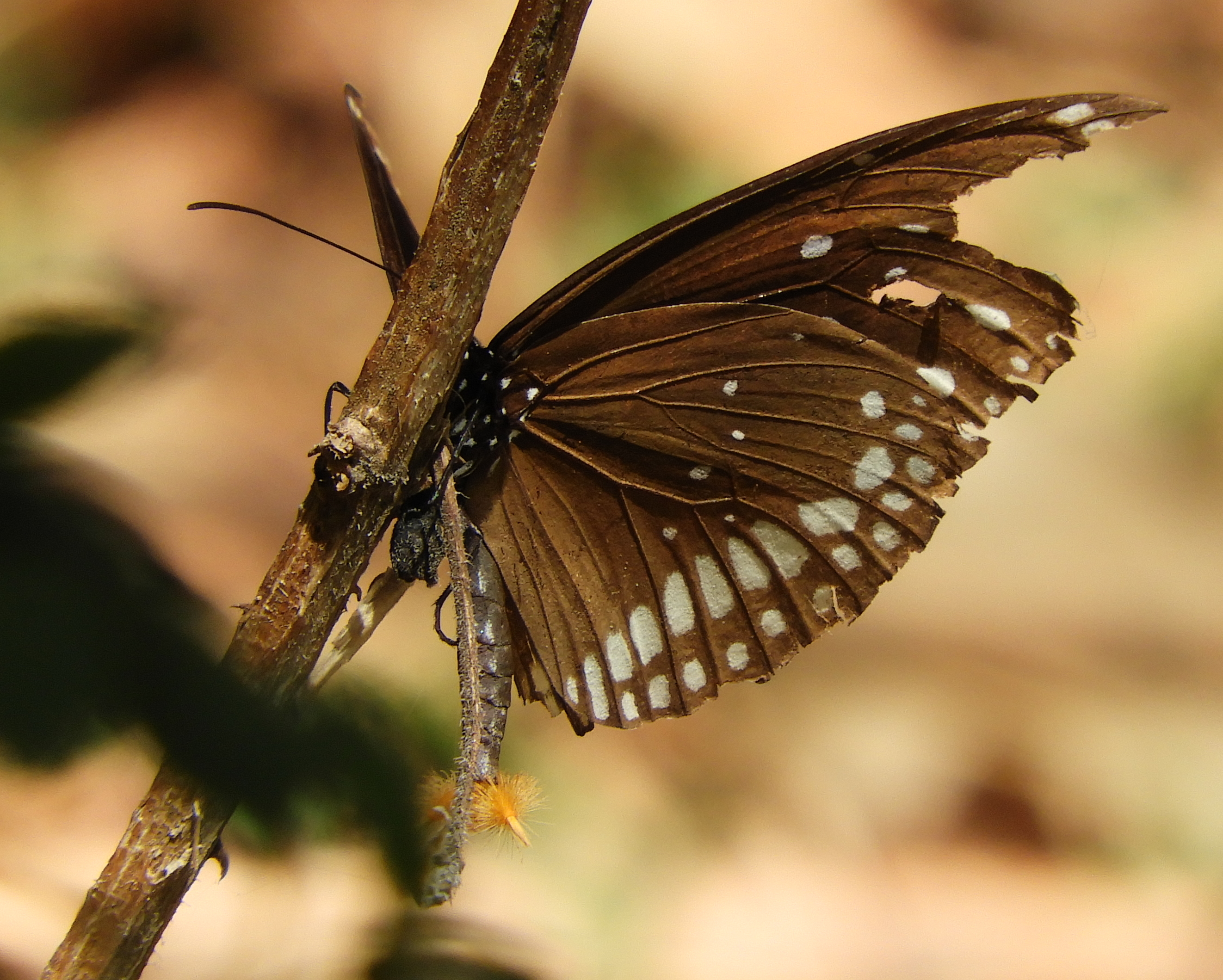
幻紫斑蝶雄蝶（Euploea core）在印度Sattal地區外翻其毛筆狀器以釋放性費洛蒙。

幻紫斑蝶可見於南巴基斯坦、斯里蘭卡、印度、孟加拉、緬甸、俄羅斯及澳洲。
在其分布範圍內，幻紫斑蝶可於各種海拔地區發現，從海平面一直延伸到高山地帶，海拔可達2,400（8,000英尺）。牠可在所有植被層中出現，並棲息於從乾燥土地到森林地區的各類環境中。牠既常見於樹梢上滑翔，也常見於離地約一英尺高處穿梭覓花蜜。在茂密的森林中，牠常沿開放小徑飛行，或沿著河流移動。
由於不具可食性而受到保護，此蝴蝶的飛行姿態悠然自得。牠常在灌木叢間飛舞，尋找寄主植物，並造訪多種開花植物。當滑翔時，幻紫斑蝶將雙翅保持在略高於水平面的角度，以少數有節奏的扇翅動作維持飛行。
幻紫斑蝶熱愛花蜜，並悠閒地造訪花朵。牠似乎偏好花束而非單朵花。在吸食時動作不急促，也不易被干擾，此時可近距離觀察。
在炎熱的日子裡，數量眾多的這種蝴蝶可見於濕沙上吸水。幻紫斑蝶極喜吸水，常與其他紫斑蝶屬及其他斑蝶屬蝴蝶聚集成群地吸水。
此蝴蝶亦會聚集於植物受損處，如豬屎豆屬與天芥菜屬等，以攝取吡咯里西啶生物鹼，這些化學物質是製造費洛蒙的前驅物。在求偶期間，幻紫斑蝶的雄蝶會釋放這些性費洛蒙以吸引雌蝶。一旦雌蝶靠近，雄蝶便會滑翔盤旋，並利用腹部末端伸出的兩對黃色刷狀器官將氣味散佈於空氣中。
與其他斑蝶屬]蝴蝶如虎斑蝶一樣，幻紫斑蝶是最常見的遷徙蝴蝶之一。 雄雌比例相等地參與遷徙行為。

## 保護機制
由於幼蟲階段攝取寄主植物乳汁中的化學成分，幻紫斑蝶味道難以下嚥。因而受到保護，牠的飛行方式從容優雅，雙翅略高於水平面滑翔，顯示出其「不可口」的訊號。缺乏經驗的掠食者會嘗試攻擊，但很快便學會避開這種蝴蝶，因為牠體內的生物鹼會引起嘔吐。
此蝴蝶的翅膀堅韌如皮革。遭攻擊時，會假死並分泌液體，迫使掠食者釋放牠並感到噁心。一旦脫困，蝴蝶「神奇地恢復」，隨即飛離。掠食者所受的創傷足以讓蝴蝶的特徵深深烙印於記憶中。

## 生命週期

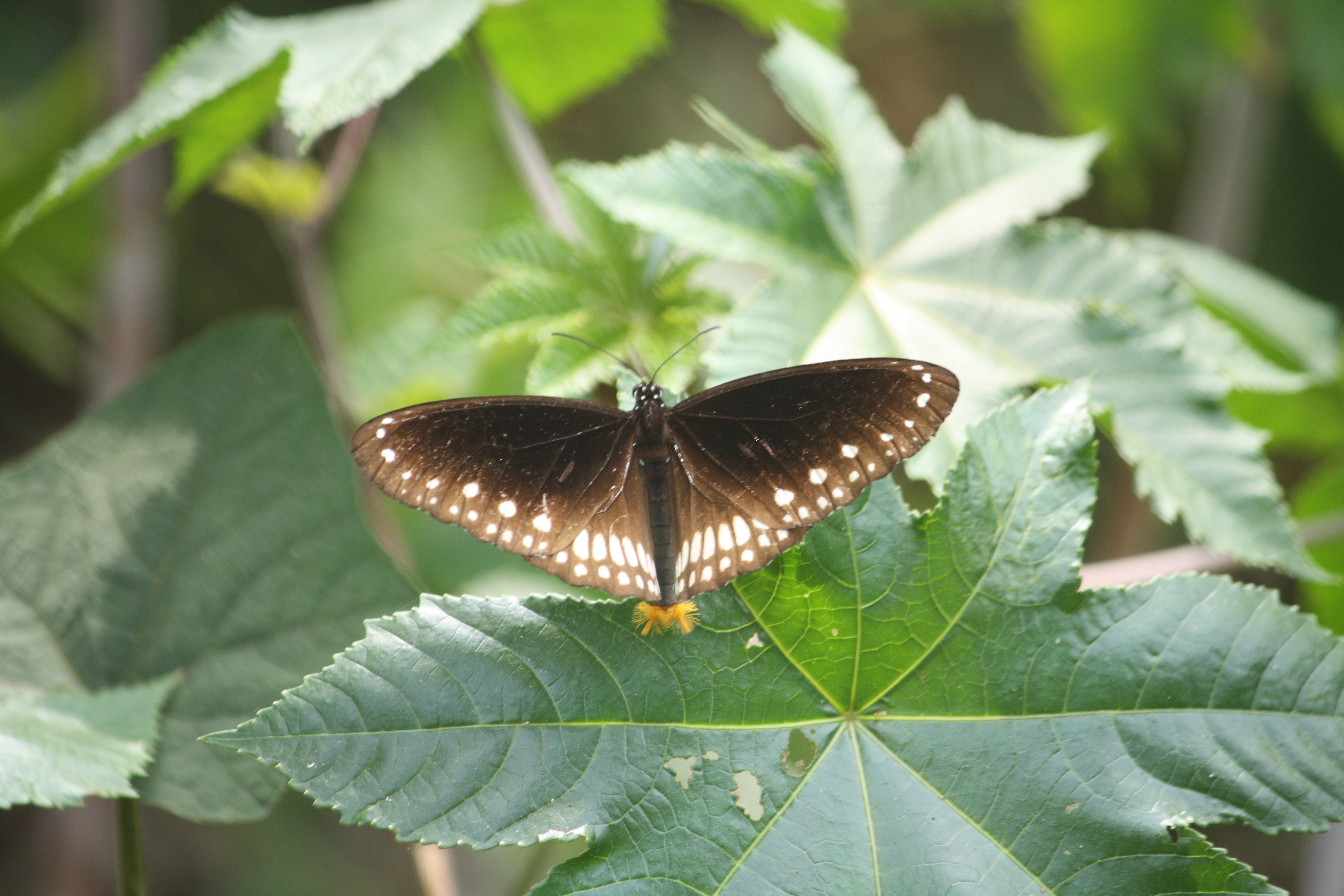
雄蝶釋放費洛蒙
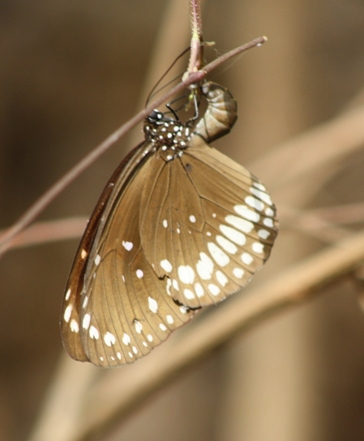
雌蝶產卵
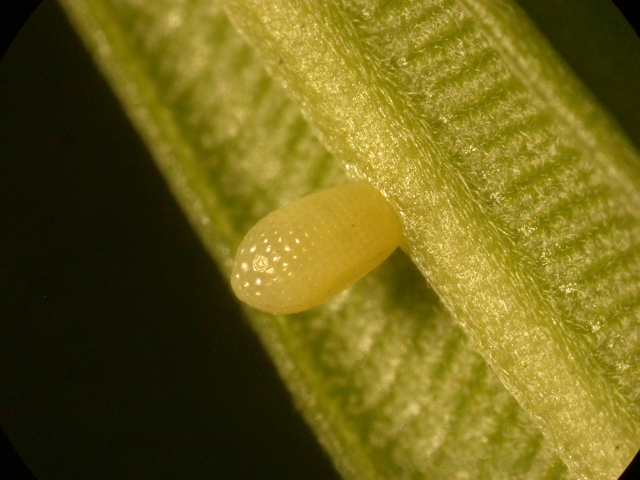
卵
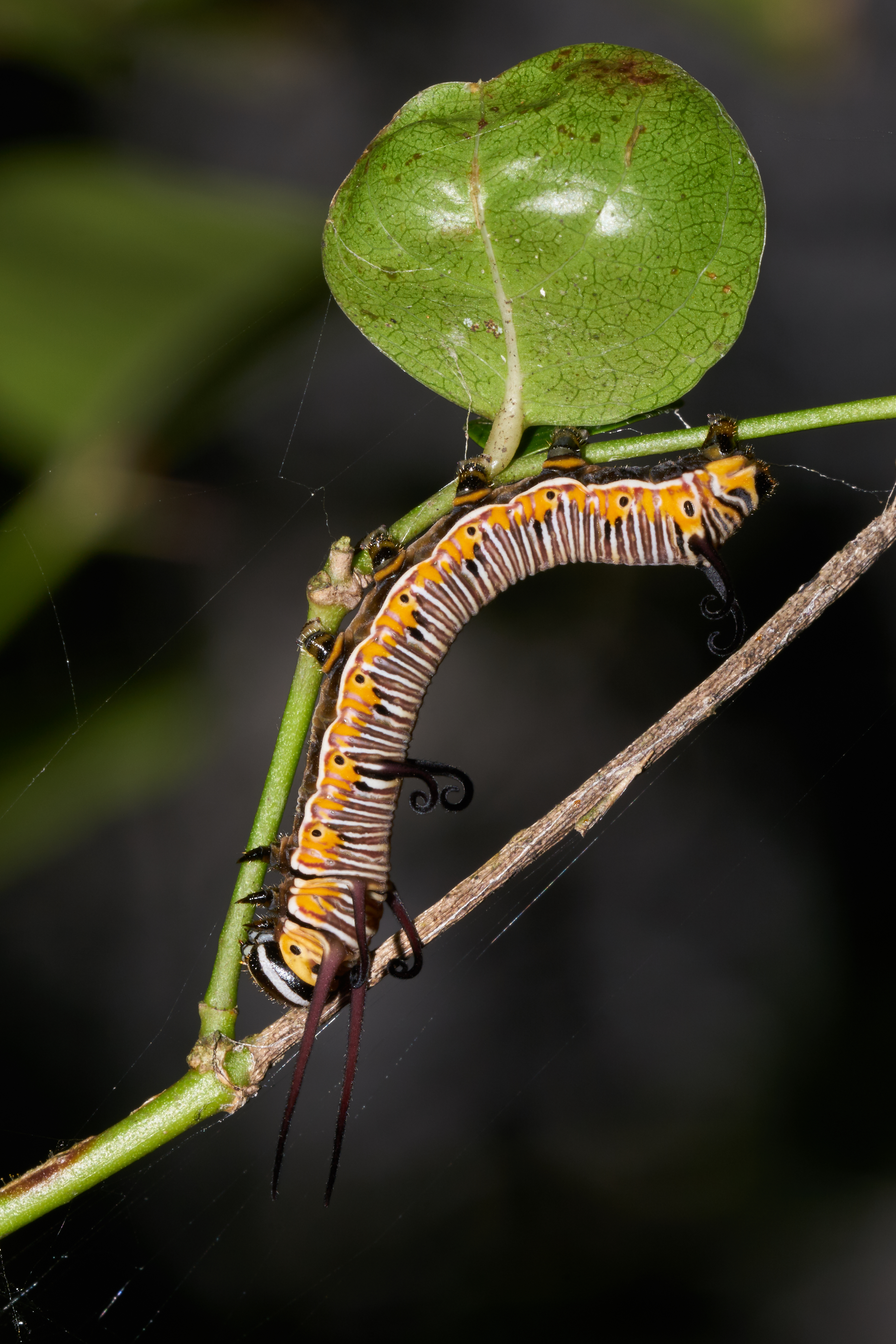
幼蟲於Carissa carandas，喀拉拉邦
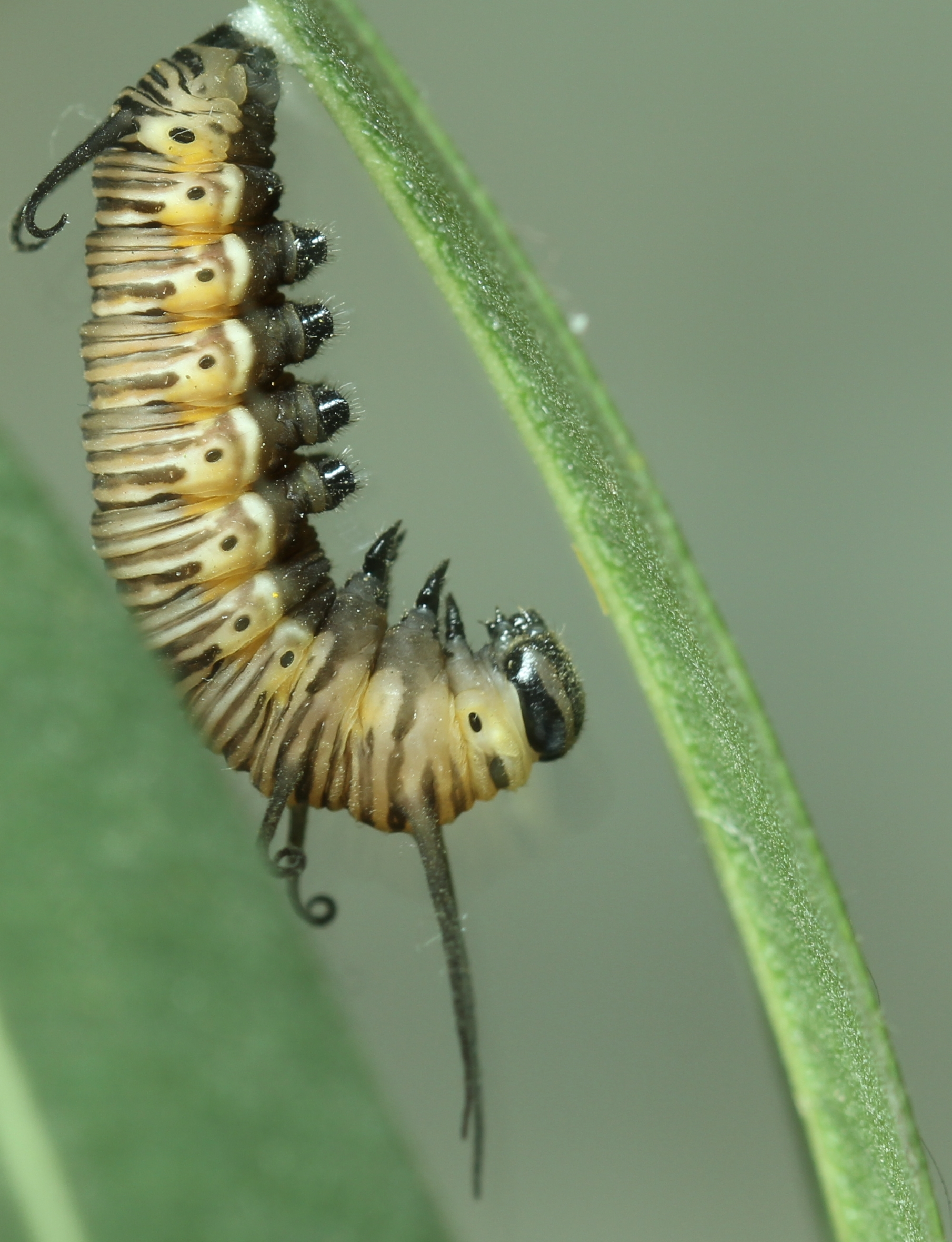
化蛹初期
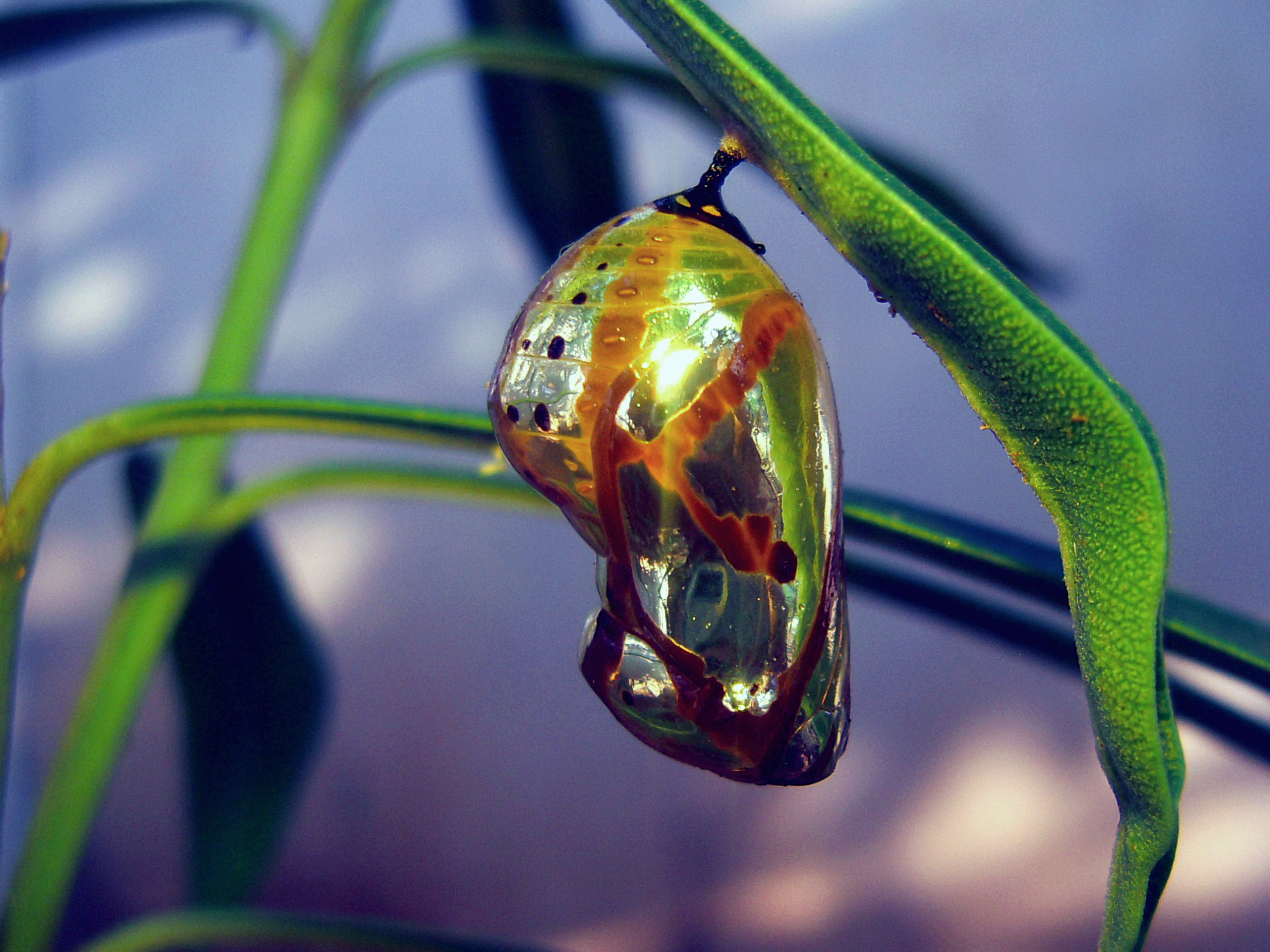
閃亮的蛹
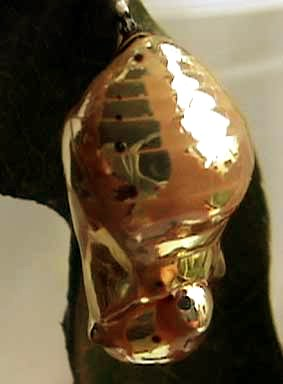
另一個閃亮的蛹
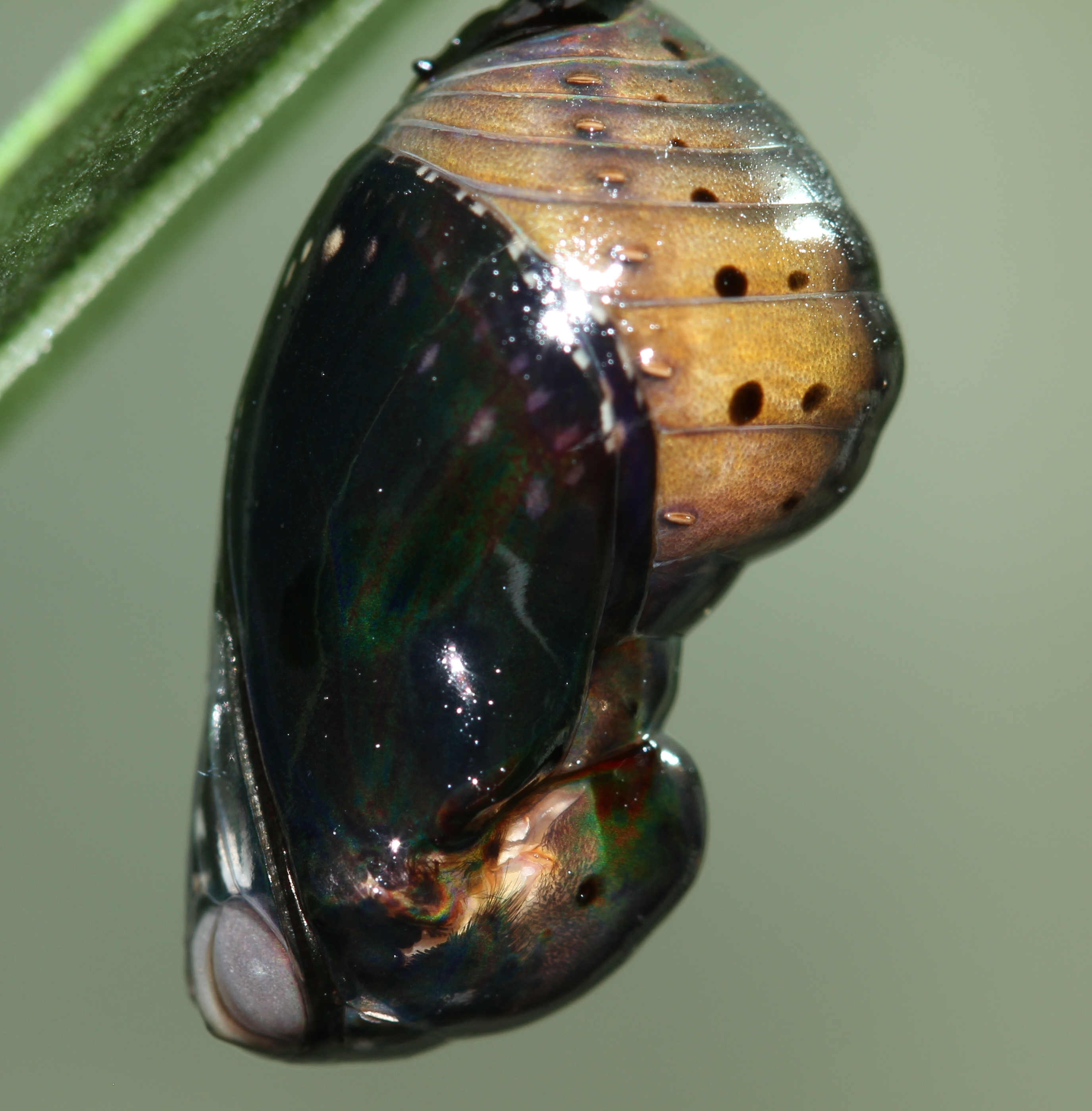
蛹的最後階段
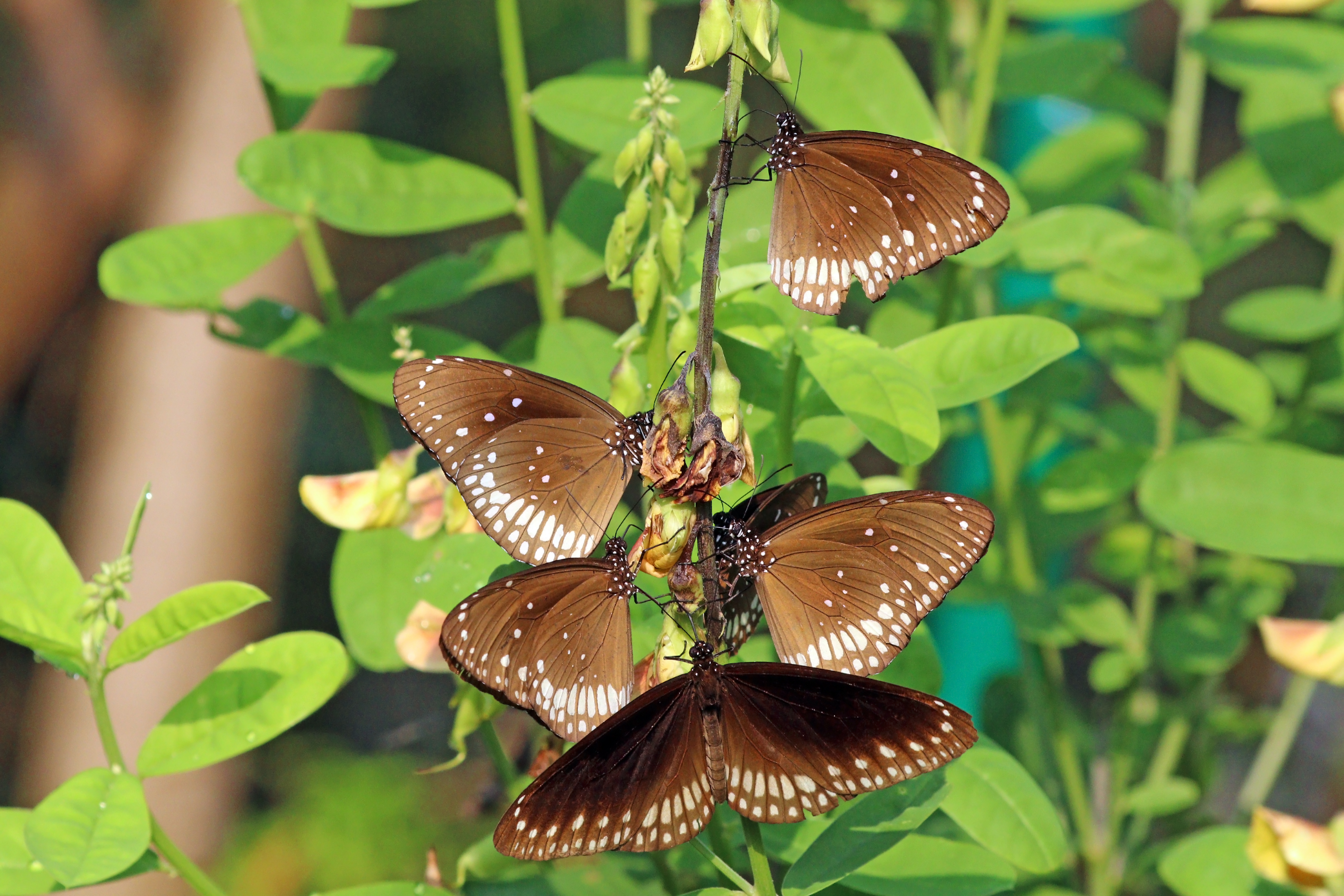
吸蜜

### 卵
卵產於寄主植物嫩葉的葉背面。卵為光亮的白色，形狀高尖，有縱向肋紋。孵化前會轉為灰色，頂部則變成黑色。

### 幼蟲
整個幼蟲期都生活於葉背。幼蟲呈均勻圓柱形，色彩鮮明且表面光滑。體側具白色與深棕或黑色橫帶相間。在腳與腹足上方、沿身體側面，有一條橘紅帶，並間有黑色的氣門。最顯眼的特徵是四對長黑色觸鬚，其中第一對可動，且最為長。觸鬚分布於第3、4、6與12節。頭部光滑、有黑白相間的半圓條紋。
由於寄主植物含有毒性乳汁，幼蟲發展出特殊的攝食方式。牠會先咬斷葉片的中脈，以切斷乳汁的供應，再咬斷幾條側脈，進一步阻斷乳汁流動。然後再吃那些防禦已失效的葉片部位。牠能耐受植物毒素並儲存於脂肪組織中，使成蝶對掠食者而言變得不可口。
- Euploea core幼蟲爬行影片及於黃蟬葉片上的照片

### 蛹
本種蝴蝶的蛹呈閃亮金色且緊實。翅緣與腹部各節邊緣有明顯的無色寬帶。腹部每節有一對黑斑。尾鉤為黑色。羽化前可透過蛹皮看到黑色翅膀。此蛹常受寄生蠅攻擊。

## 幼蟲寄主植物
普通烏鴉蝶攝食多種植物，分屬下列科別：
- 夾竹桃科（狗毒草、馬利筋與夾竹桃類）
- 桑科（榕樹類）
- 茜草科
- 榆科（蕁麻類）